# Макуха, Николай Гаврилович
Николай Гаврилович Макуха (22 мая 1909, Екатеринослав — 15 января 1944, Запорожский район, Запорожская область) — сержант Рабоче-крестьянской Красной Армии, участник Великой Отечественной войны, Герой Советского Союза (1944).

## Биография
Николай Макуха родился 22 мая 1909 года в селе Одинковка (ныне — в черте Днепра). После окончания начальной школы работал на заводе. В 1929—1932 годах проходил службу в Рабоче-крестьянской Красной Армии. В сентябре 1943 года Макуха повторно был призван в армию и направлен на фронт Великой Отечественной войны, был разведчиком взвода пешей разведки 1118-го стрелкового полка 333-й стрелковой дивизии 6-й армии 3-го Украинского фронта. Отличился во время битвы за Днепр.
В сентябре 1943 года Макуха, находясь в разведке, переправился через Днепр в районе села Петро-Свистуново Вольнянского района Запорожской области Украинской ССР и успешно обнаружил немецкие огневые точки и оборонительные рубежи, после чего лично подорвал склад боеприпасов и уничтожил 3 офицеров противника. Принимал активное участие в боях за захват и удержание плацдарма на западном берегу Днепра. 26 ноября 1943 года Макуха повторно переправился через Днепр в составе отряда Алексея Стрижаченко в районе посёлка Кушугум Запорожского района и проделал проходы в проволочных заграждениях, после чего ворвался в немецкие траншеи, лично уничтожил несколько солдат противника. В боях на плацдарме он также подорвал дзот и пулемётную точку противника. В бою за село Каневское Макуха уничтожил ещё несколько огневых точек противника. 15 января 1944 года Макуха погиб в бою. Похоронен в селе Марьевка Запорожского района.
Указом Президиума Верховного Совета СССР от 22 февраля 1944 года за «мужество, отвагу и героизм, проявленные в борьбе с немецкими захватчиками», красноармеец Николай Макуха посмертно был удостоен высокого звание Героя Советского Союза. Также был награждён орденом Ленина и медалью.